# Øresundsbanen
Øresundsbanen (på svensk Öresundsbanan) er jernbanestrækningen mellem København og Malmö (Fosieby) over Øresundsforbindelsen. I København er banen forbundet med Vestbanen og Kystbanen, i Fosieby med Kontinentalbanan og Ystadbanan.

## Trafik
Øresundstog fra Østerport Station kører over Københavns Hovedbanegård, ud på Øresundsbanen via Københavns Lufthavn, Kastrup til Malmö C og videre ind i Sverige til Göteborg C (Västra Götalands län), Kalmar C (Kalmar län i Småland) og over Kristianstad (Skåne län) til Karlskrona C (Blekinge län).
Fra Københavns Lufthavn, Kastrup afgår der InterCityLyn-tog over København H til Aalborg Lufthavn Station, Struer Station og Sønderborg Station. Desuden kører der dagligt fem til syv SJ Snabbtåg fra København H over Malmö C og videre til Stockholm C. Mandag-fredag kører der regionaltog fra Københavns Lufthavn, Kastrup til Slagelse Station udenom København H.
Der kørte også InterCitytog til Københavns Lufthavn, Kastrup fra Aalborg Station indtil køreplansskiftet d. 12. december 2021, men de kører nu til Østerport eller helt til Helsingør

## Teknik
Ved Lernacken, hvor Øresundsbroen er forbundet med Sverige, ligger grænsen mellem banens danske (25 kV, 50 Hz) og svenske (15 kV, 16 2/3 Hz) strømforsyningsstandard. Kun elektriske tog tilpasset dobbelt spænding samt dieseldrevne tog, kan passere dette punkt. Signalsystemet og trafikstyringen har grænsen på Peberholm. Alle tog skal have dansk og svensk ATC.
Som i Danmark er der højrekørsel på hele banen, også på banedelen i Sverige, hvor alle dobbeltsporede baner ellers har venstrekørsel. En bro nord for Malmø skifter side.

## Citytunneln
Efter at Citytunneln under Malmö indviedes den 11. december 2010, er Øresundsbanen sluttet direkte til tunnelen, hvilket letter togtrafikken over Øresund, da fjerntogene så ikke længere skal skifte kørselsretning efter Malmö C, der hidtil har været en rebroussementsstation.